# Marcela Paoletta
Marcela Julia Paoletta (Buenos Aires, 18 gennaio 1979) è un'ex cestista argentina.

## Carriera
Con l'Argentina ha disputato tre edizioni dei Campionati mondiali (2002, 2006, 2010) e cinque dei Campionati americani (2001, 2003, 2005, 2007, 2009).